# Connie Rubirosa
Pomoćnica tužitelja Consuela "Connie" Rubirosa je fiktivni lik iz serije Zakon i red, a igrala ga glumica Alana de la Garza. Svoj debi imala je u 17. sezoni, u epizodi "Fame". Nakon ukidanja Zakona i reda i problema oko glumačke postave u seriji Zakon i red: Los Angeles, objavljeno je kako će se Connie Rubirosa vratiti u seriju kao pomoćnica tužitelja Jonaha Dekkera (Terrence Howard), ali će New York zamijeniti Los Angelesom.

### Karijera
Connie Rubirosa obavlja dužnost pomoćnice tužitelja u Okružnom tužiteljstvu Manhattana. Tu poziciju naslijedila je od Alexandre Borgie, koja je ubijena.[L&O - S16E22] U početku je radila pod okružnim tužiocem Arthurom Branchom, a pomagala je izvršnom pomoćniku okružnog tužitelja Jacku McCoyju. Connienina pravna i politička filozofija otkriva se postepeno.
Kada je u 18. sezoni McCoy unaprijeđen u okružnog tužitelja, Connienin novi partner (na poziciji IPOT-a) je postao Michael Cutter. Tijekom serije bilo je nekoliko situacija u kojima je ona bila neutralna strana/smirivatelj kada su Cutter i McCoy imali nesuglasica.

### Osobnost
Kako je otkriveno u epizodi "Corner Office", Connie se jako zalaže za prava žena.
Iako je u mnogim slučajevima izrazila suosjećajnost prema optuženom, u epizodi "Avatar" ne izražava nimalo suosjećajnosti prema optuženom.
U epizodi "Charity Case" Connie otkriva da ima snažan majčinski instinkt. Uvijek je željela imati dijete, no zgražava je kauzalni tretman djece kao "mode" od strane zvijezda 2000-ih.
U epizodi "Tango" Connie se suočava s velikim moralnim i osobnim dilemama oko pravnih nepravilnosti. Cutter joj je rekao da obavi velik dio unakrsnog ispitivanja tijekom procesa. Kada ona to napravi prvi put dobije e-mail koji hvali njezine noge i sposobnost unakrsnog ispitivanja. Tijekom te epizode jedan porotnik je "slučajno" prišao Connie na ulici, no ova nije pričala s njim zbog zakona koji zabranjuje sudionicima suđenja da razgovaraju s porotnicima izvan sudnice. Kasnije sazna da je baš taj porotnik poslao e-mail. Kada o tome razgovara s Cutterom, on prizna da je primijetio kako on gleda Connie. Connie se osjeća uvrijeđeno i želi izvijestiti suca o tome. Cutter se ne slaže, no odluku ostavlja Connie na volju. McCoy, koji je sve to čuo, izvještava ih da je porota donijela odluku. Optuženik je proglašen krivim, a Cutter je nakon suđenja pokušao pričati s Connie, no ova ga je odbila i izašla iz sudnice.

### Obitelj
Connienin otac je bio liječnik, španjolski imigrant, čija diploma nije priznata u SAD-u. Ovo je spomenuto tijekom njezinog razgovora s ilegalnim imigrantom koji je bio i optuženik. Kasnije tijekom tog slučaja snažno se protivila pravnoj strategiji koju je smislio McCoy. Ova strategija, ako bi bila primijenjena, utjecala bi na sve imigrantske radnike koji nisu bili dio zločina.[L&O - S17E15]
McCoyju je rekla da je njezina sestra u nasilnoj vezi, tema s kojom je McCoy dobro upoznat.